# Claudelle Deckert

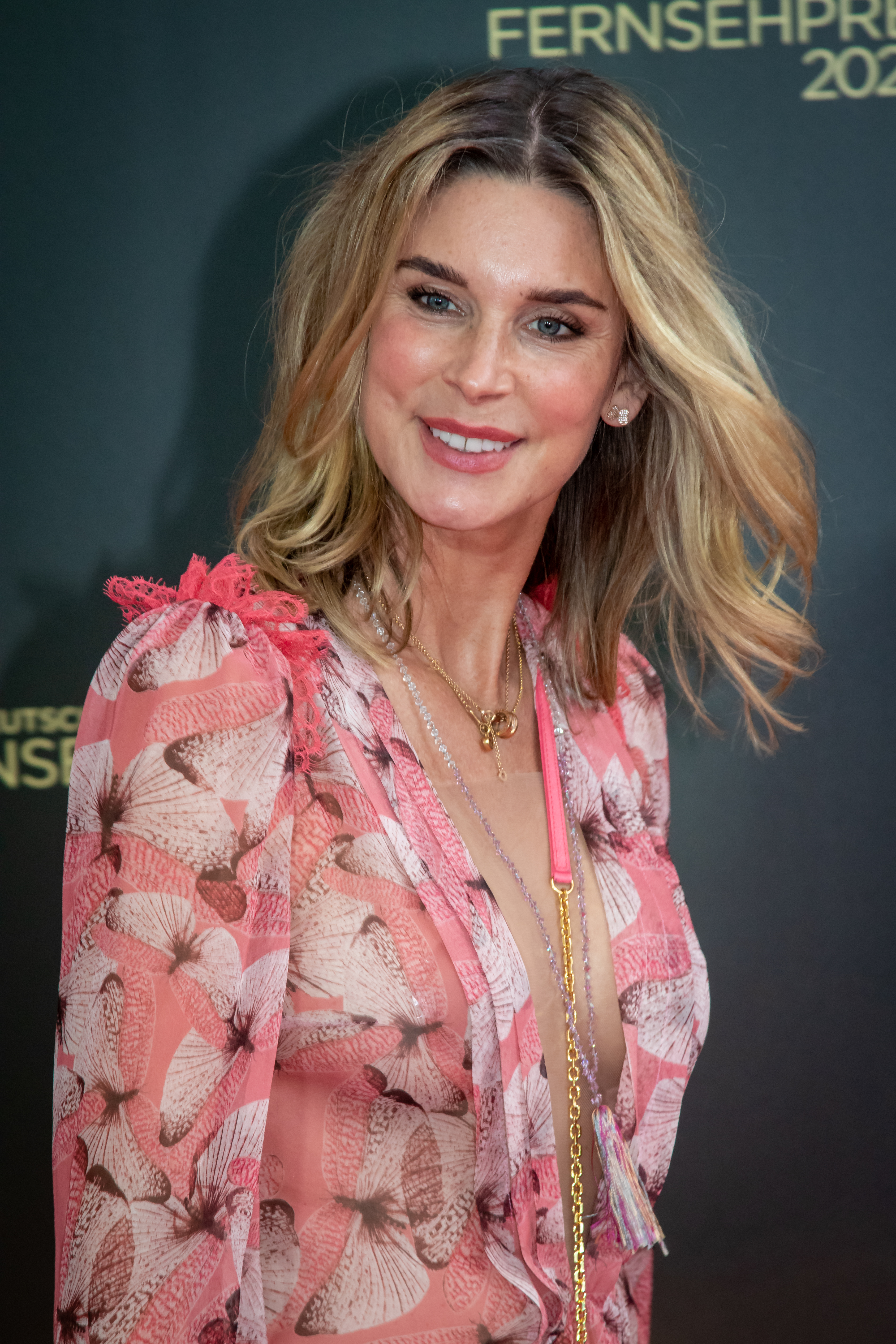
Claudelle Deckert (2021)

Claudelle Deckert (* 25. Januar 1974 in Düsseldorf als Claudia Deckert) ist eine deutsche Schauspielerin und Reality-TV-Darstellerin.

## Leben und Karriere
Deckert spielte von Mai 2001 (Folge 1585) bis November 2023 (Folge 7245) mit teils längeren Unterbrechungen in der RTL-Daily-Soap Unter uns die Rolle der Rechtsanwältin Eva Wagner. Im Jahr 2007 spielte sie in der ARD-Telenovela Rote Rosen die Rolle der Sydney Flickenschild. Daneben war Deckert in mehreren Fernsehfilmen und einzelnen Folgen von Fernsehserien zu sehen.
Deckert trat außerdem ab 2010 in diversen Showformaten auf. 2013 nahm sie an der Sendung Ich bin ein Star – Holt mich hier raus! teil und wurde Dritte.
Im Februar 2013 zog sich Deckert für den Playboy aus, 2021 gemeinsam mit ihrer Tochter Romy erneut.

### Privates
Deckert lebt im Düsseldorfer Stadtteil Niederkassel und ist seit dem 30. Juni 2021 mit dem PR-Manager Peter Olsson in zweiter Ehe verheiratet.
Ihre Tochter Romy (* 1997) stammt aus einer einjährigen Beziehung mit dem Fotografen Tom Lemke.
Neben ihrer Muttersprache Deutsch spricht Deckert auch Englisch und Niederländisch.

## Filmografie
- 1999: Höllische Nachbarn (Fernsehserie, 1 Folge)
- 1999: T.V. Kaiser (Fernsehserie, Folge 6x11: Hör auf, du machst unsere Familie kaputt)
- 1999: Megatron (Kurzfilm)
- 2000: Nikola (Fernsehserie, 1 Folge)
- 2000: Ritas Welt (Fernsehserie, Folge 2x05: Nichts geht mehr)
- 2001: Kleiner Mann sucht großes Herz
- 2001–2006, 2007, 2008–2023: Unter uns (Fernsehserie)
- 2003: Wilsberg (Fernsehserie, Folge 1x09: Letzter Ausweg Mord)
- 2005: Drei teuflisch starke Frauen
- 2005: Inga Lindström: Der Weg zu Dir
- 2006: Inga Lindström: In den Netzen der Liebe
- 2006: Unser Charly (Fernsehserie, Folge 11x06: Charly und Paula)
- 2007: SOKO Köln (Fernsehserie, Folge 4x11: Ein Flirt mit dem Tod)
- 2007: Rote Rosen (Fernsehserie, 22 Folgen)
- 2008: 112 – Sie retten dein Leben (Fernsehserie, 1 Folge)
- 2008: Fünf Sterne (Fernsehserie, Folge 2x06: Verrat)
- 2010, 2013: Das perfekte Promi-Dinner (Reality-Kochshow)
- 2011: Countdown – Die Jagd beginnt (Fernsehserie Folge 2x08: Vom Himmel gefallen)
- 2011: Der letzte Bulle (Fernsehserie, Folge 2x02: Tod eines Strippers)
- 2012: Inga Lindström: Vier Frauen und die Liebe
- 2013: Ich bin ein Star – Holt mich hier raus! (Reality-Show)
- 2013: Familien-Duell Prominenten-Special (Gameshow)
- 2014: Promi Shopping Queen (Styling-Doku)
- 2014: Jetzt wird’s schräg (Impro-Comedyserie, 1 Folge)

## Werke
- Maximilian Appel, Claudelle Deckert, Thomas Wulfes: Agathe Ugly. Little Tiger, Gifkendorf 2015, ISBN 978-3-95878-000-2.
- Claudelle Deckert: Basisch clean + green für mehr Balance und Wohlbefinden. Ullmann Medien, Potsdam 2017, ISBN 978-3-7415-2196-6.